# Lydia Byam
Lydia Byam (Antigua, 1772-?) va ser una il·lustradora botànica coneguda per les seves obres que representaven plantes del Carib. La carrera de Byam va florir durant el període comprès entre el 1797 i el 1800. Va publicar dues obres A collection of exotics, from the Island of Antigua (1797) i Fruits of the West Indies (1800). Aquestes són importants pel paper que van tenir en l’interès per la botànica de les illes del Carib i pels beneficis dietètics i medicinals que van oferir.
Els seus pares eren William Byam (advocat i membre del Consell Privat d'Antigua, mort i enterrat a St. Georges, Antigua el 1779) i Martha Rogers (filla d'Edward Rogers). Lydia Byam va ser batejada el 4 de setembre de 1772 a Antigua i va morir a la mar, en una data desconeguda. El protagonisme de la família Byam a l’illa d’Antigua es desprèn del testament que va escriure el seu pare, que descrivia l'extensa finca que posseïa. El testament de William Byam, datat de març de 1773, va deixar la seva finca a Antigua al primer fill Edward Byam, 4000 lliures al fill Samuel Byam i 3000 lliures a la filla Lydia Byam; a la seva dona Martha se li va concedir la casa i els terrenys a Pembrokshire i que havien de ser concedits a Lydia a la seva mort. El seu arbre genealògic es remunta al seu besavi Edward Byam, que va exercir com a subdelegat o tinent governador d'Antigua entre el 1715 i el 1741, i estableix el protagonisme de la família Byam a Antigua.

## Treballs
- A collection of exotics, from the Island of Antigua (1797) versió digital disponible a través de la Biblioteca John Carter Brown.
- Fruits of the West Indies (1800) versió digital disponible a través de la Biblioteca John Carter Brown.

## Galeria

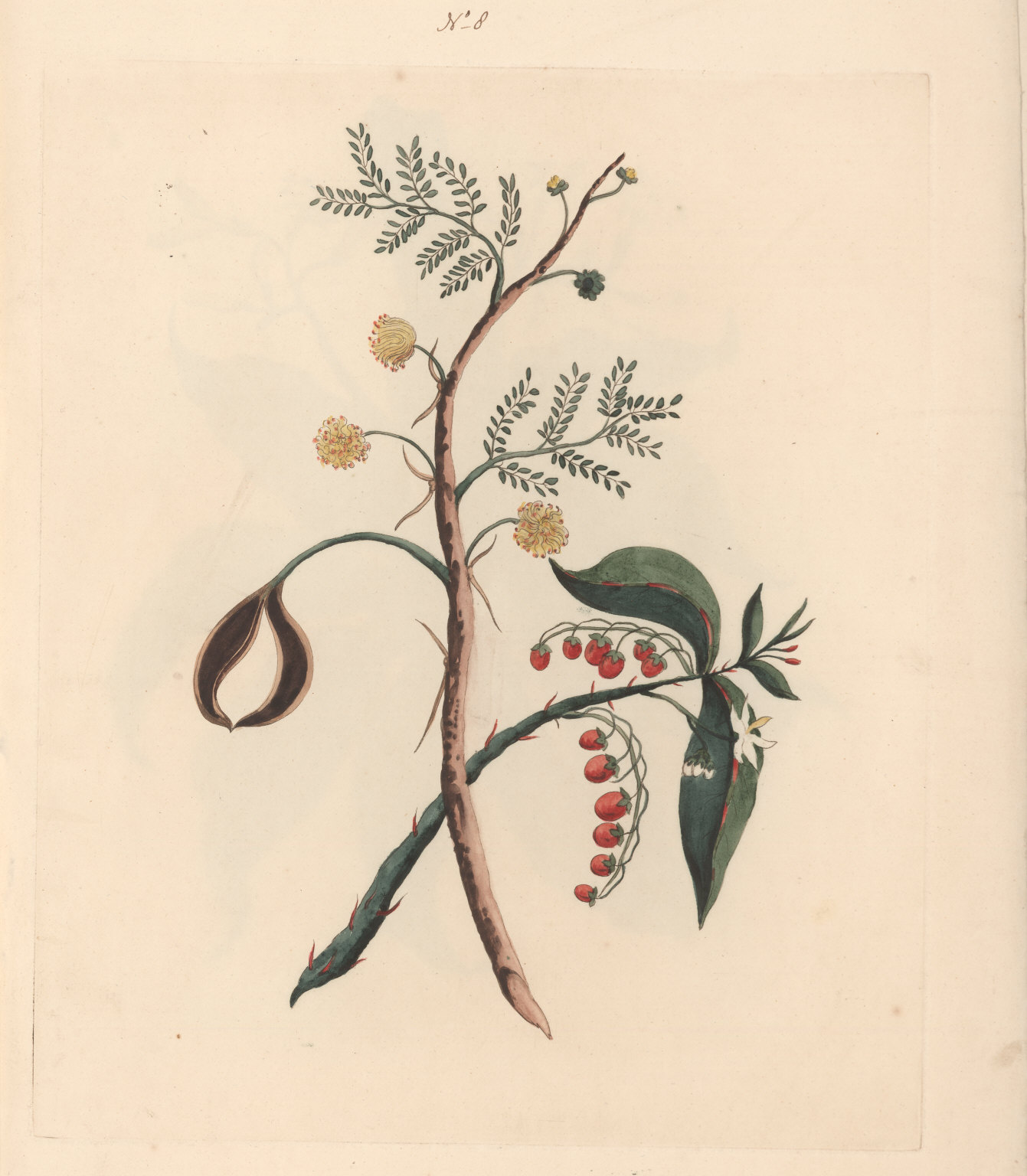
Mimosa comuna
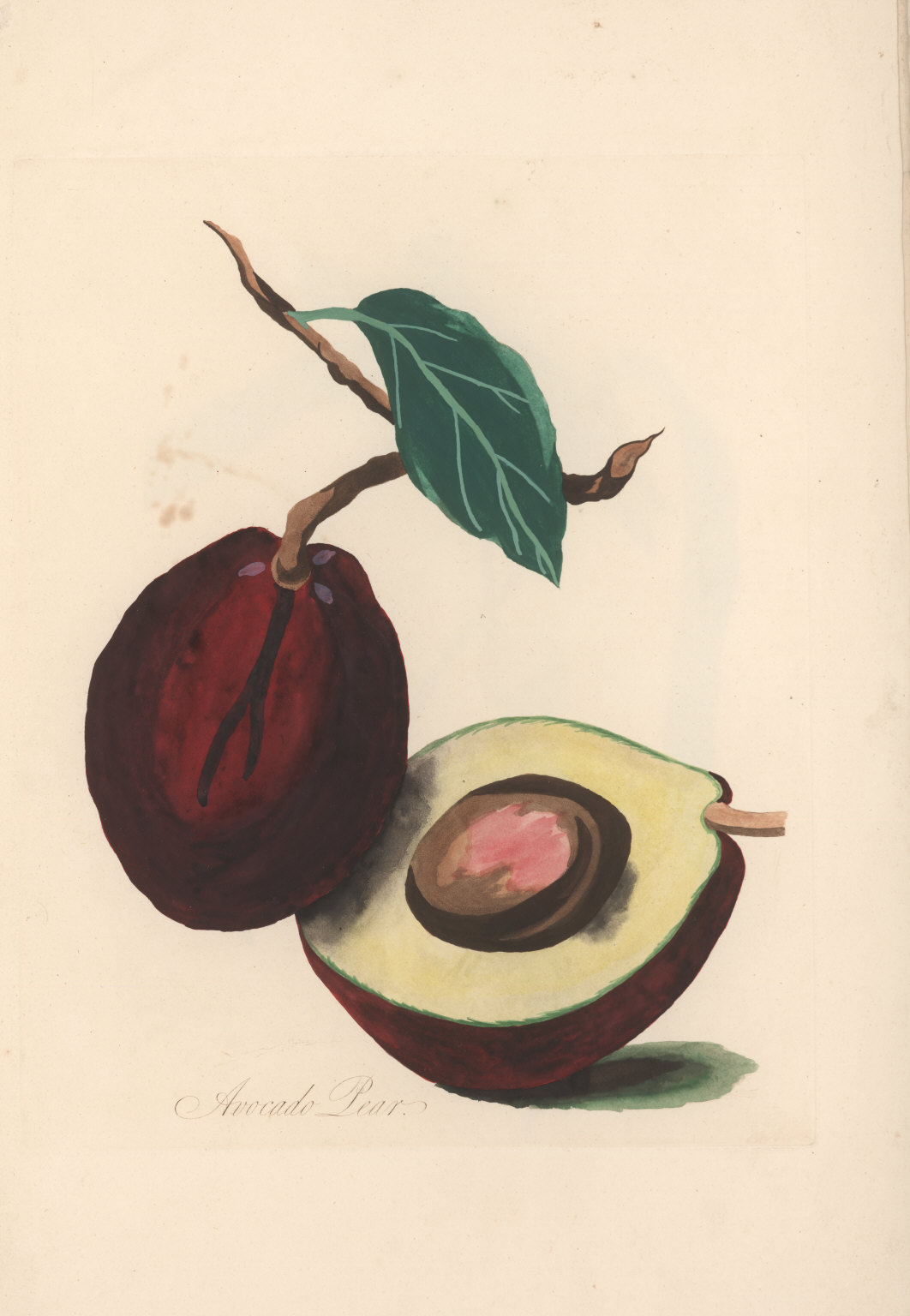
Alvocat
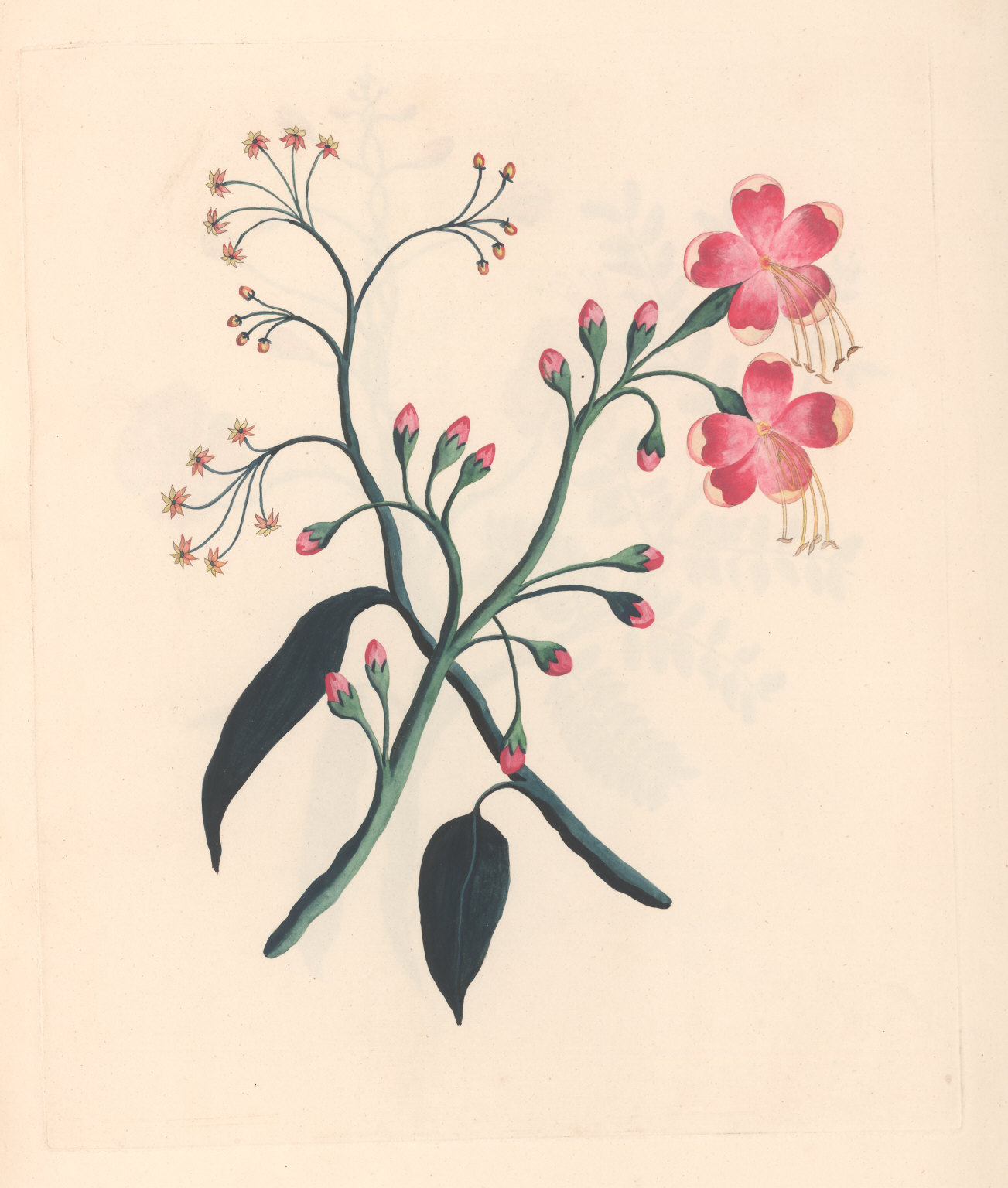
Bombay gossipium
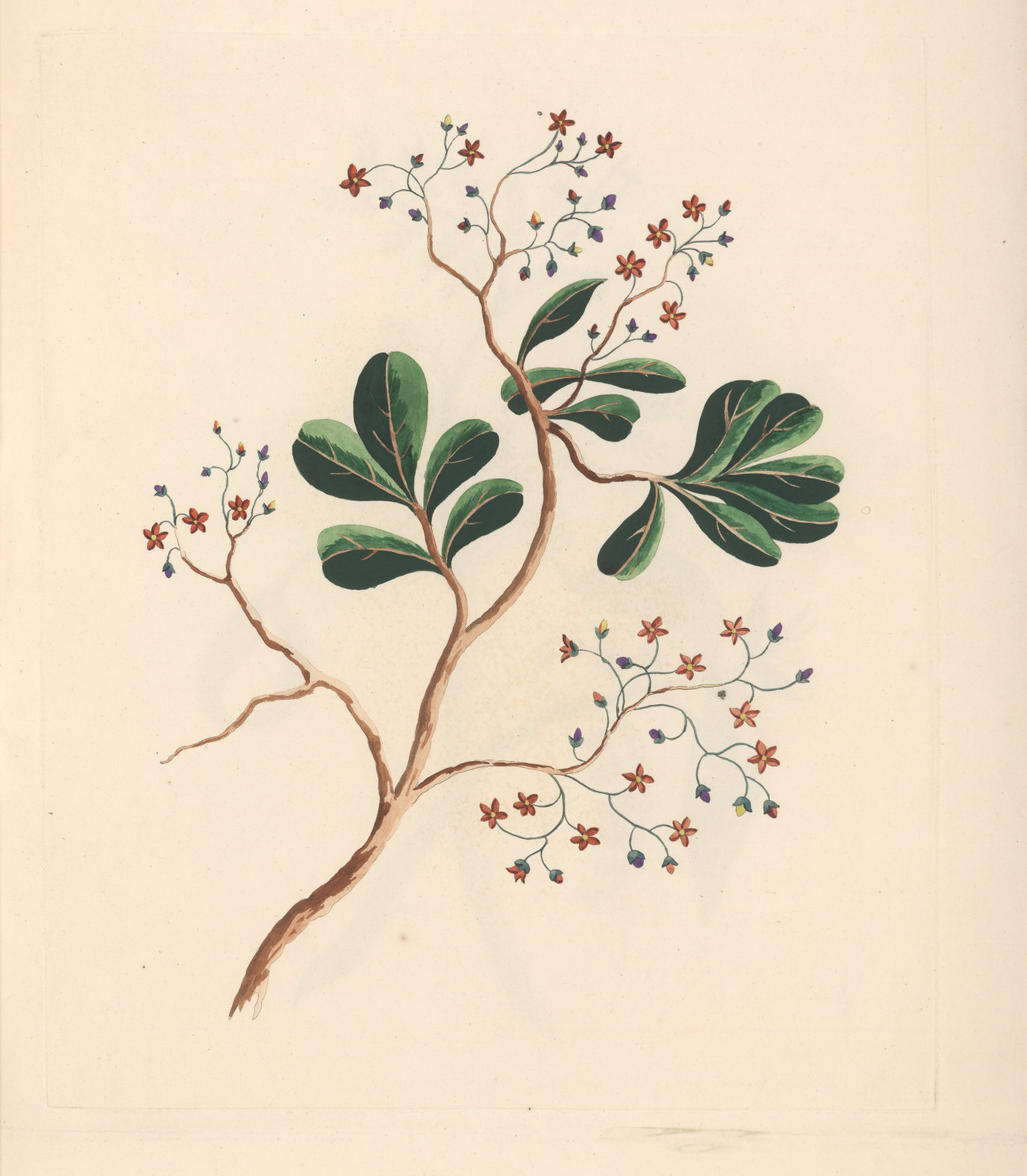
Canella alba
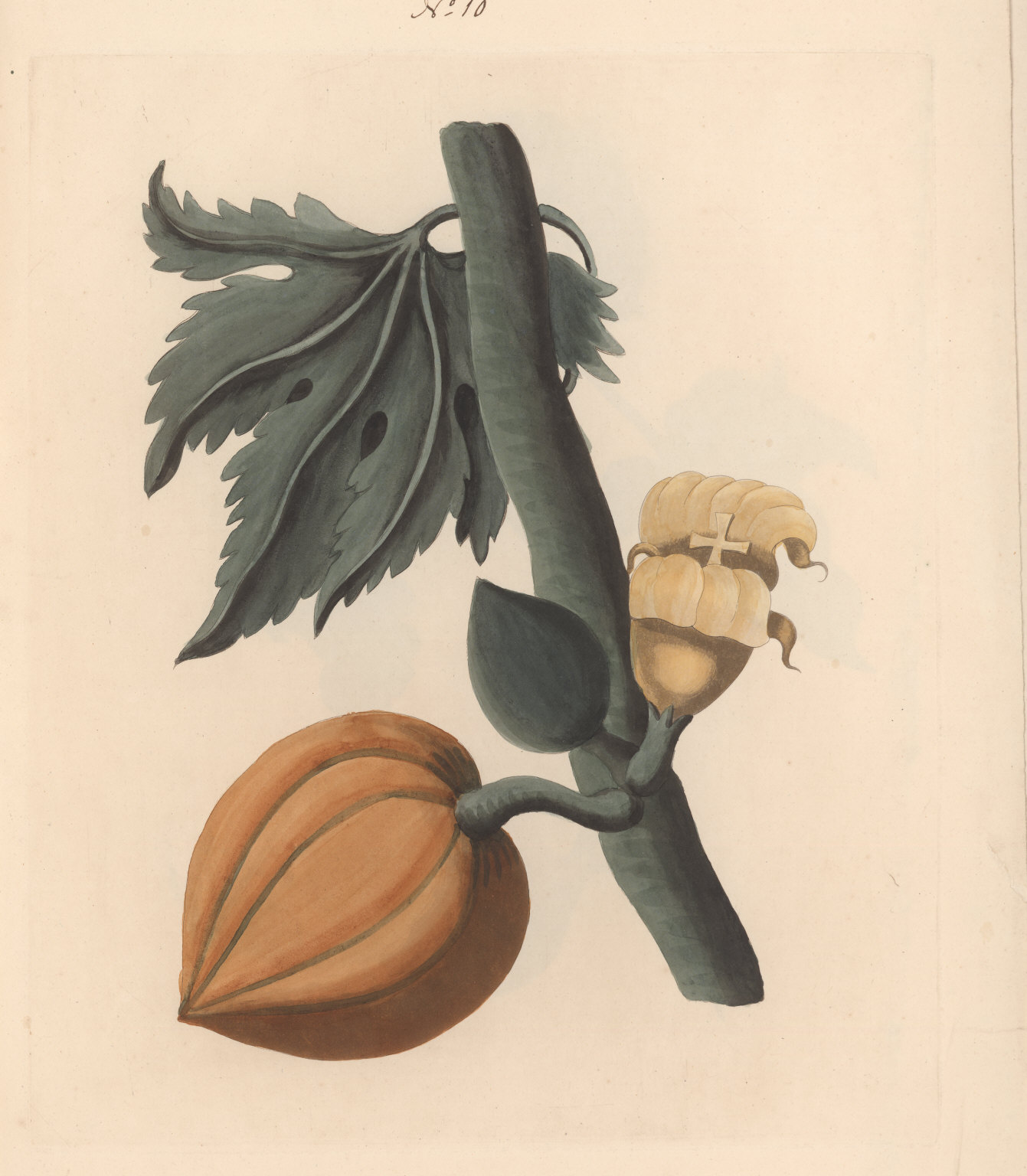
Carica papaia femella
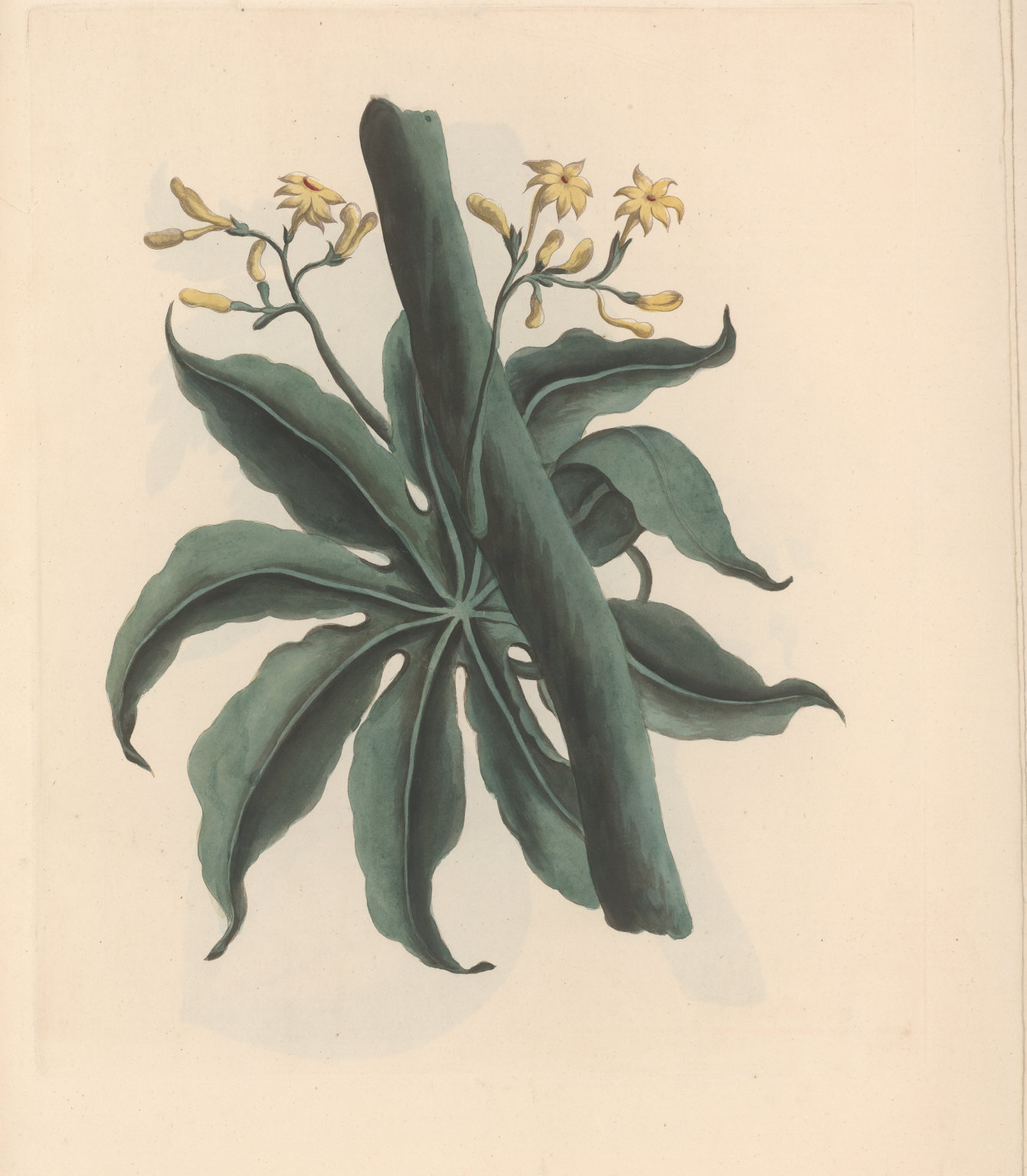
Carica papaya
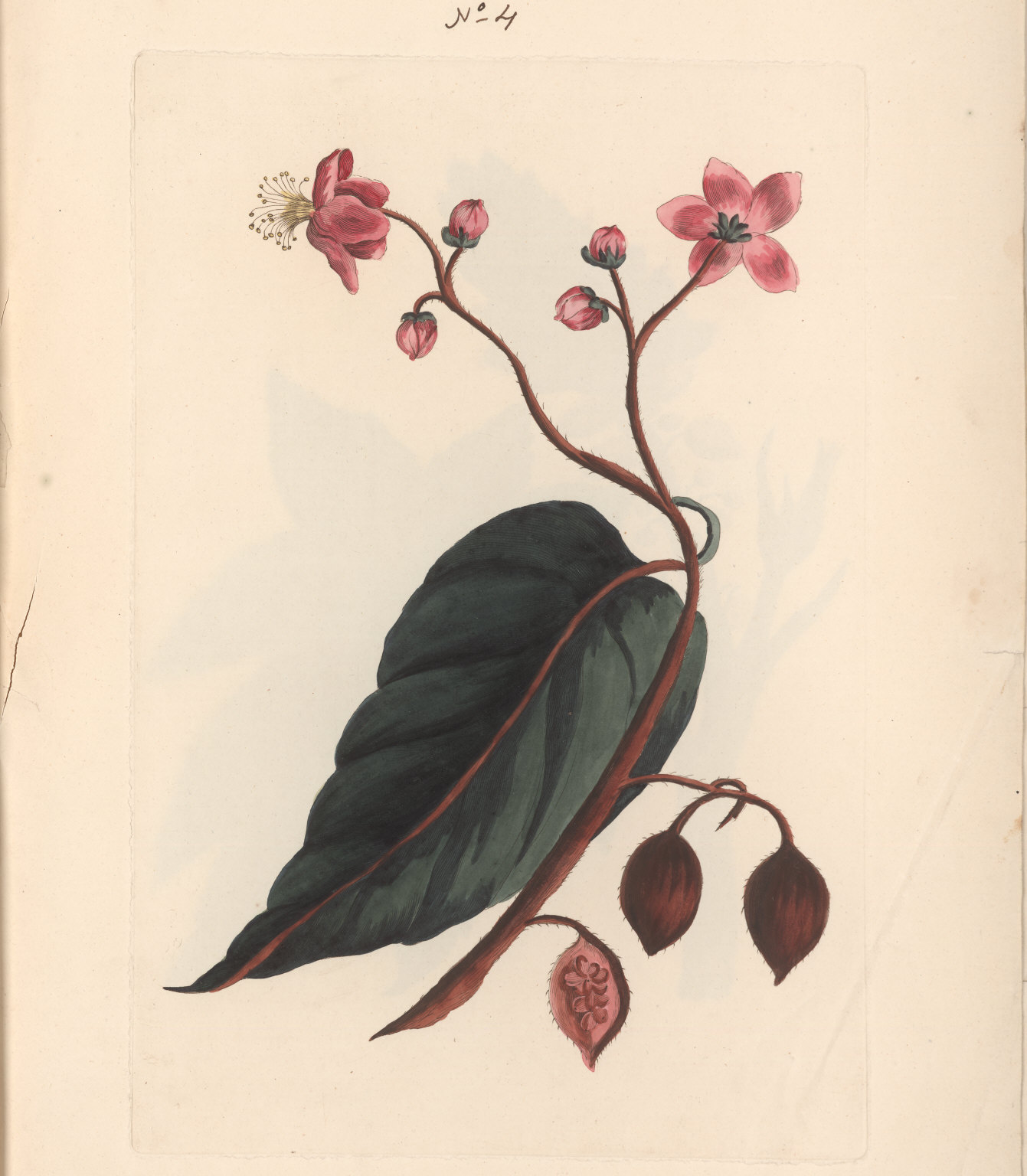
Rocou
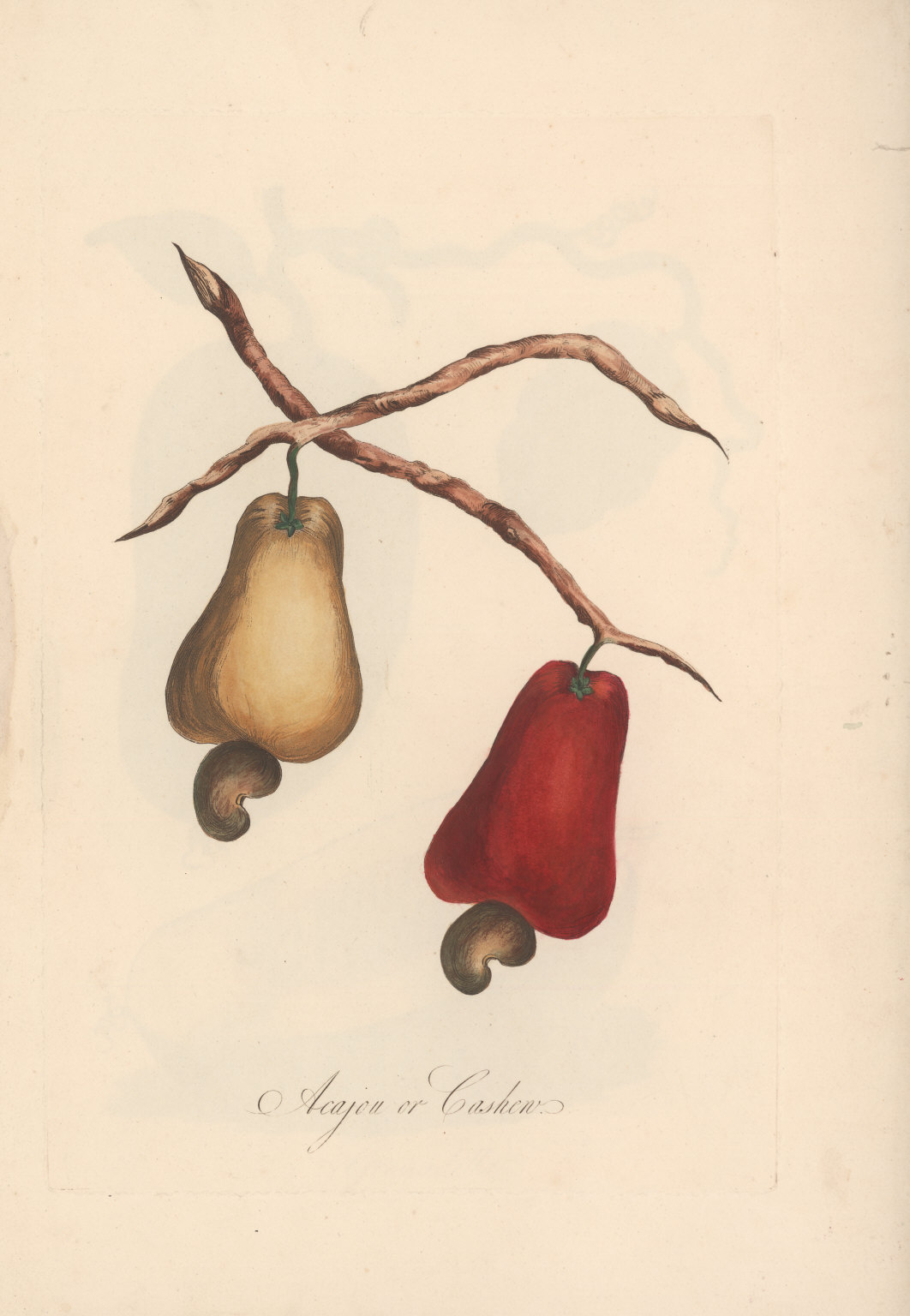
Anacard
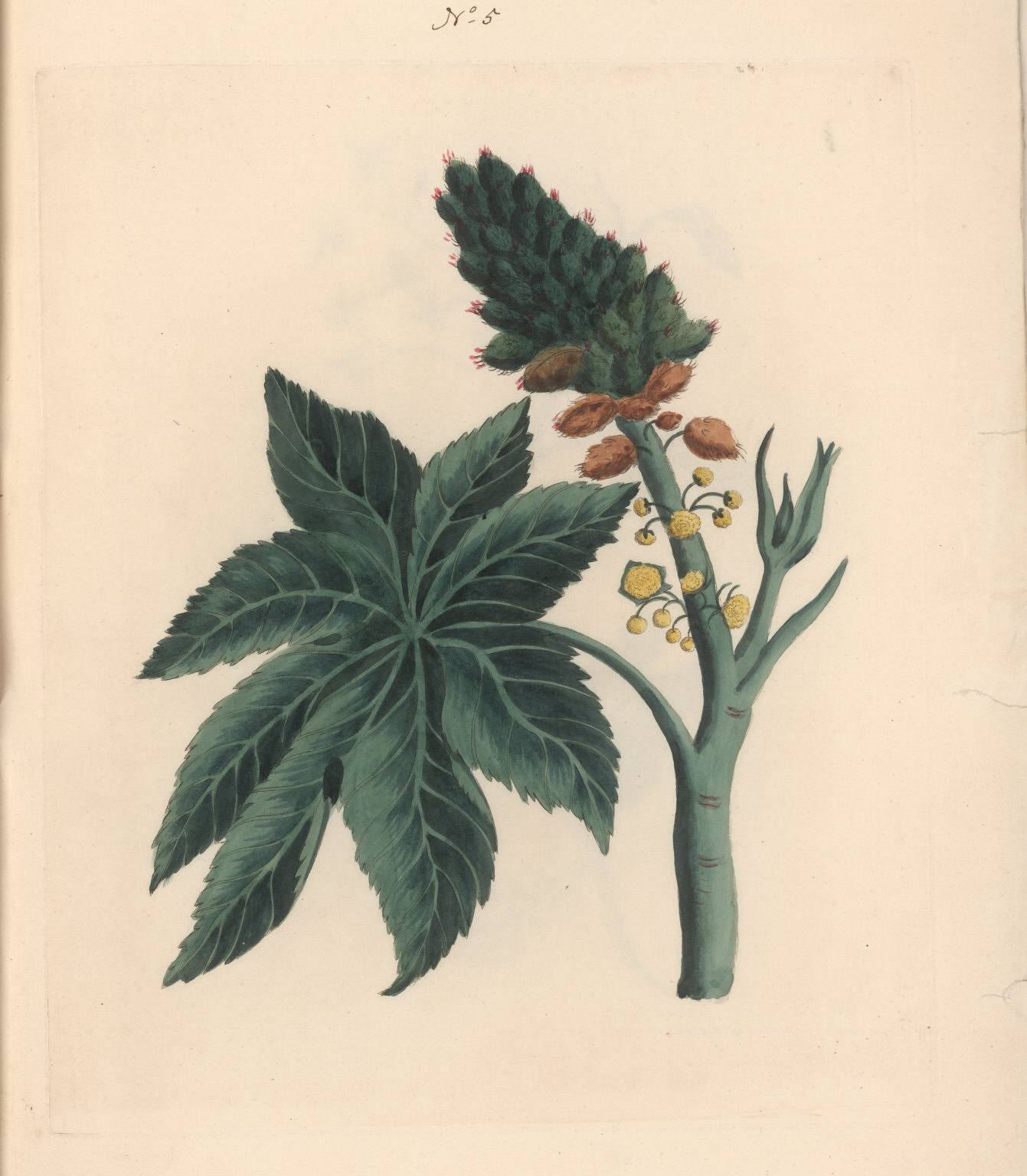
Ricí
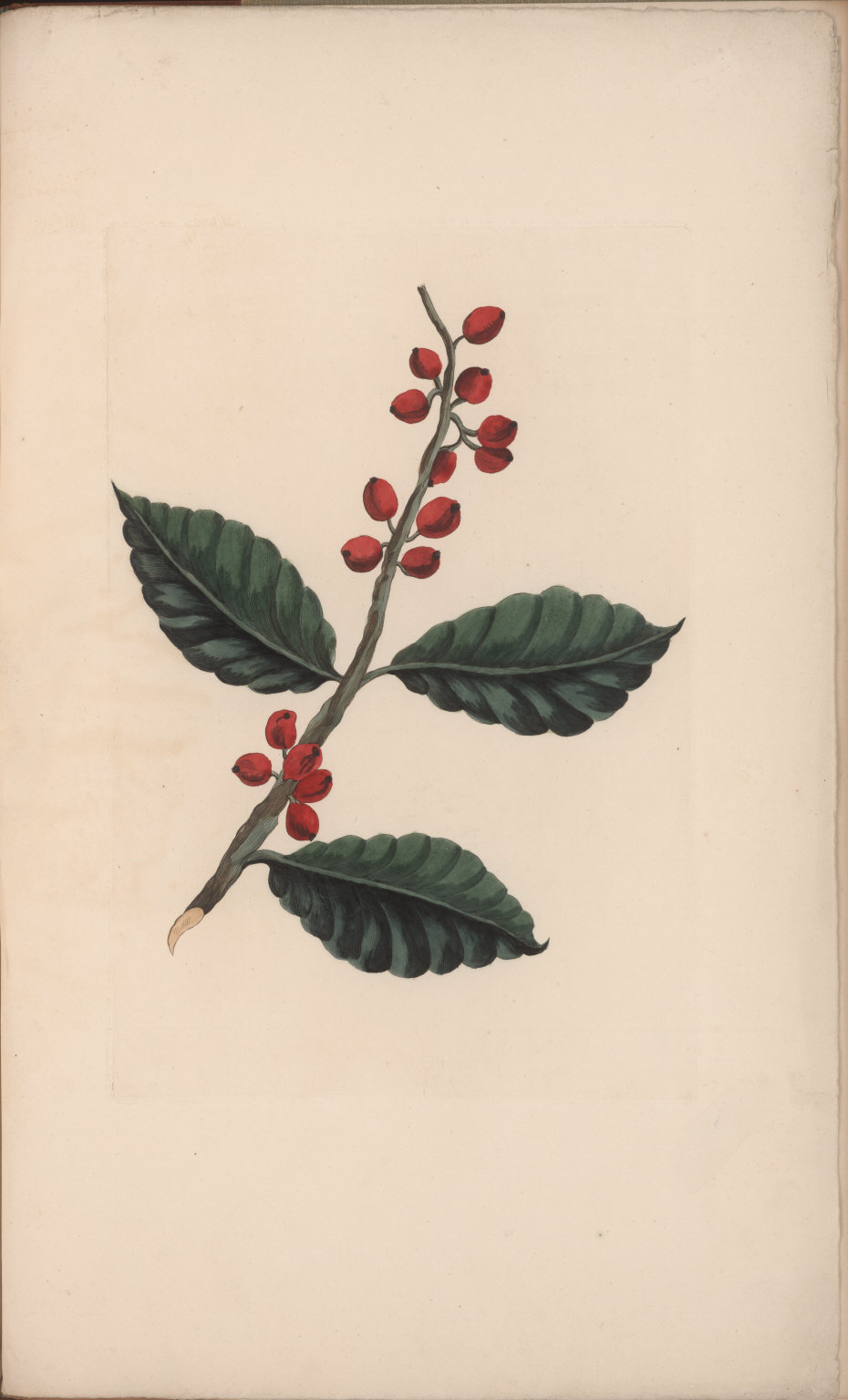
Planta de café
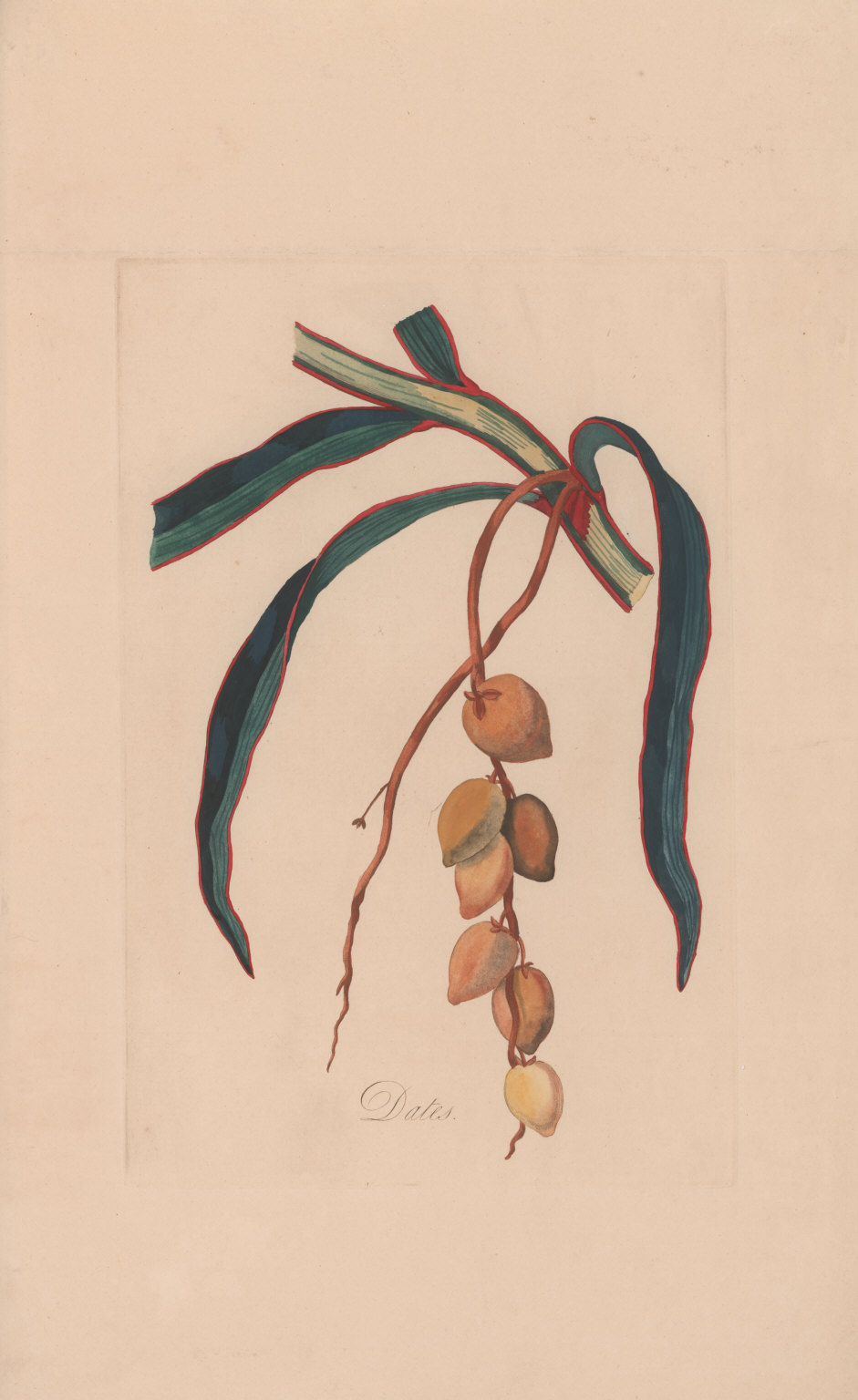
Dàtils
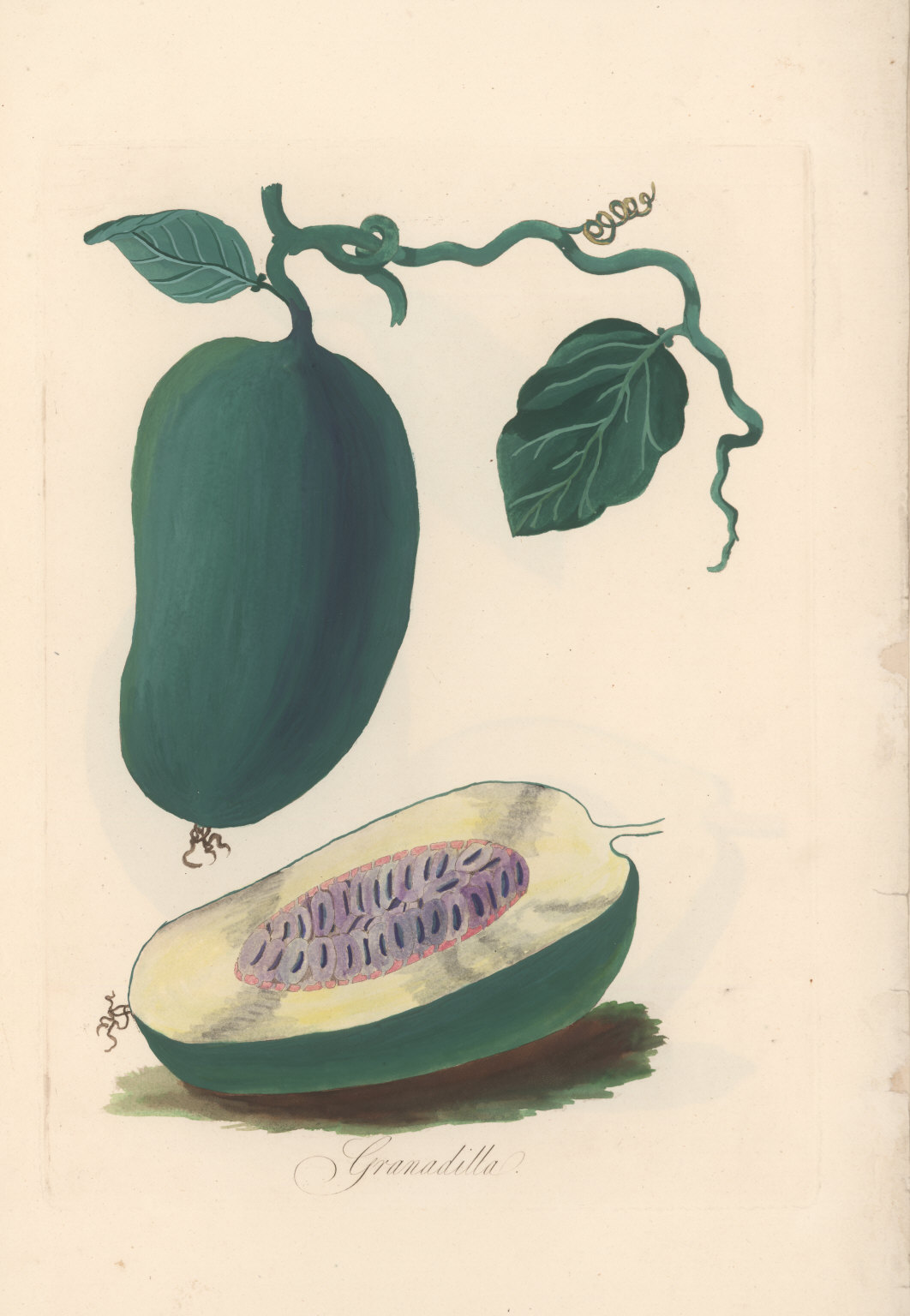
Granadilla
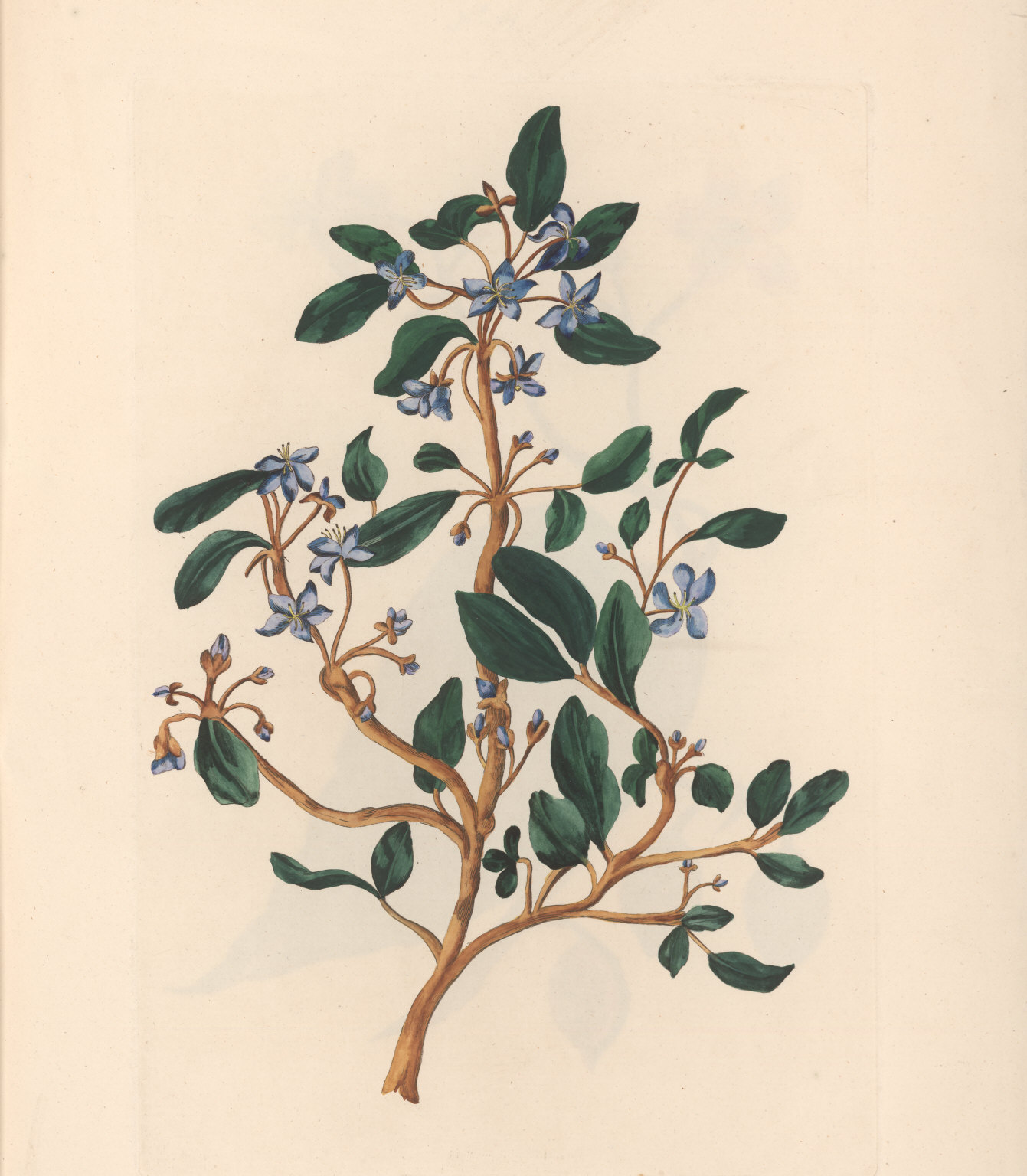
Guaiacum
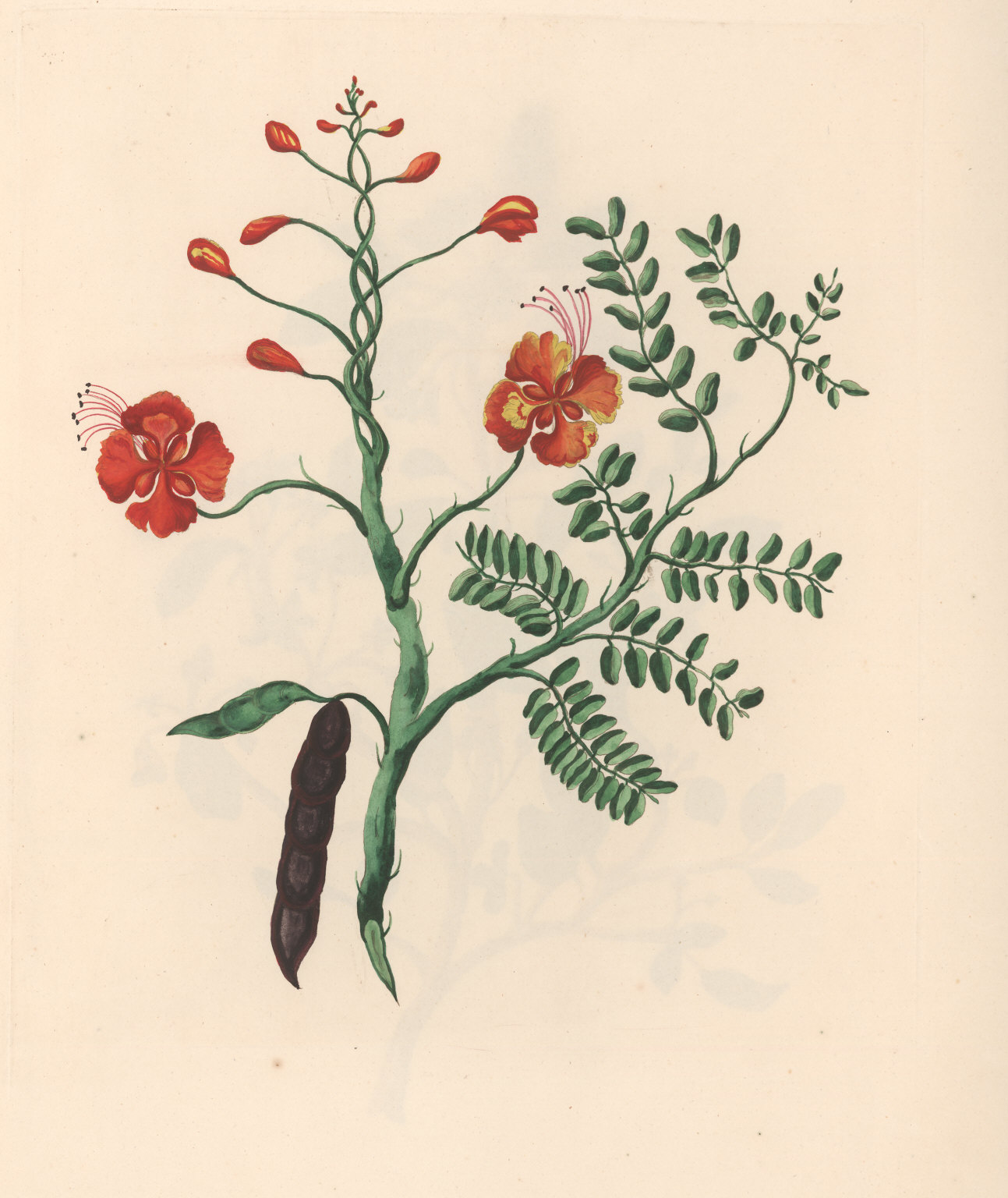
Poinciana
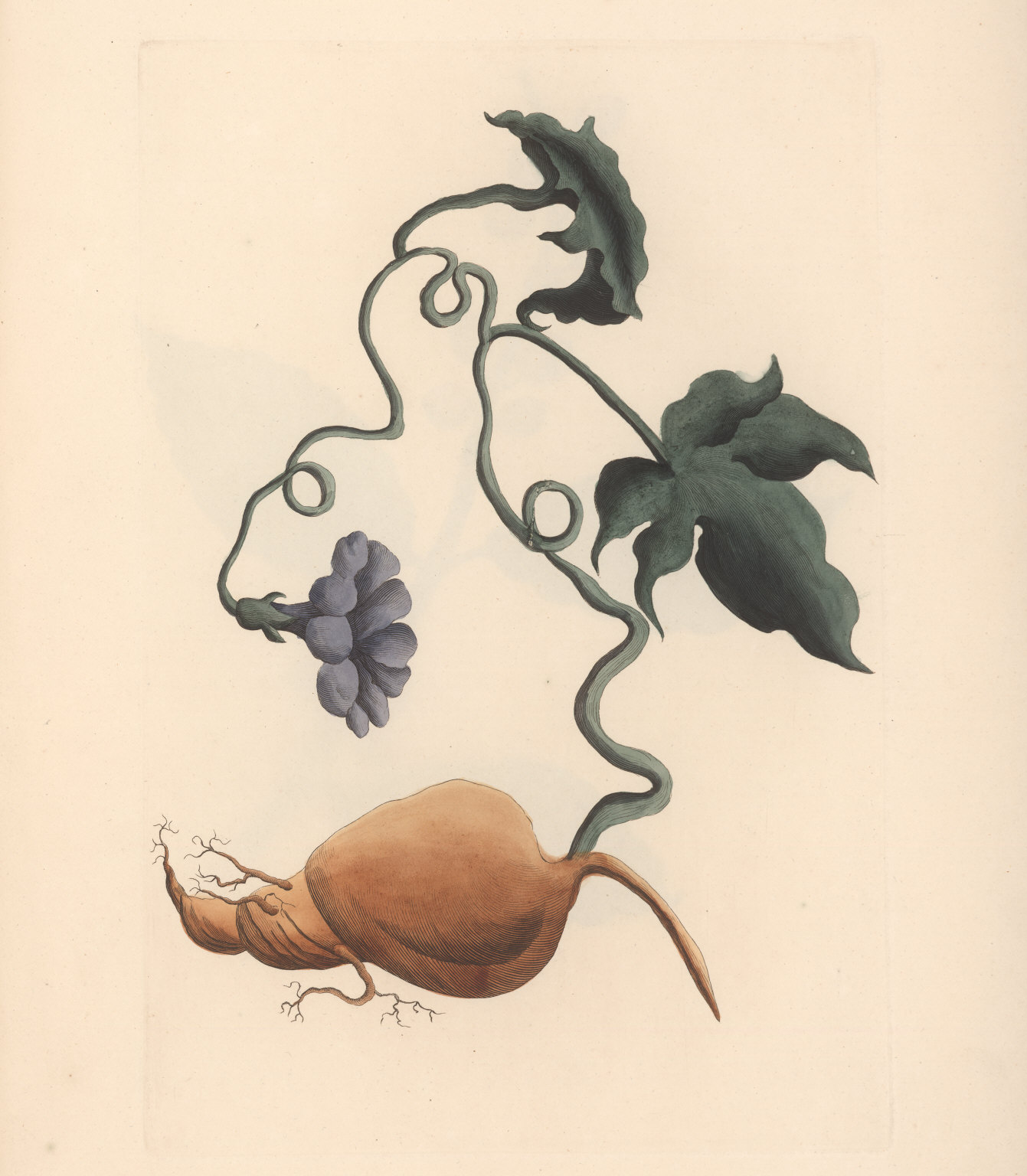
Creïllera
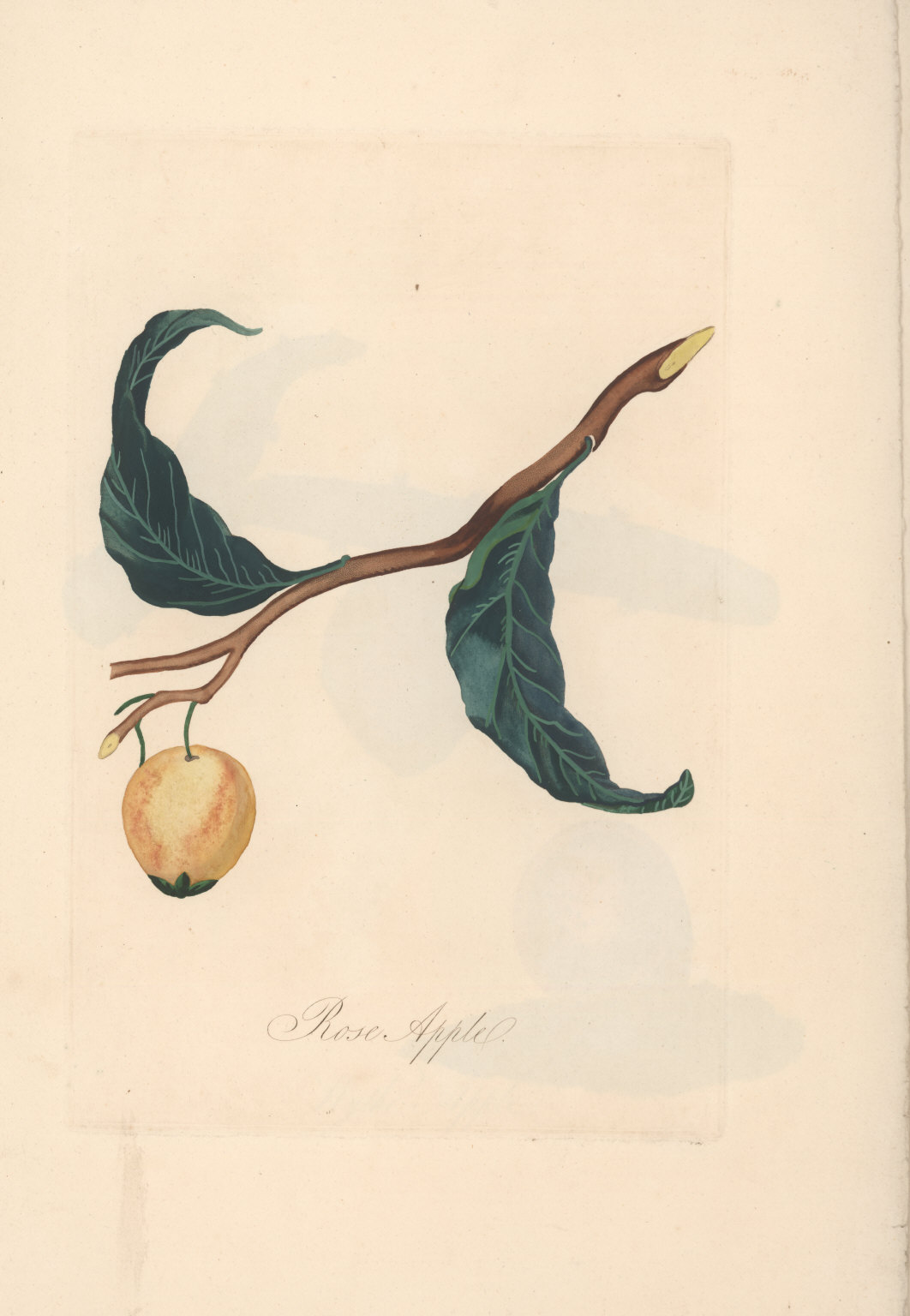
Poma d'aigua
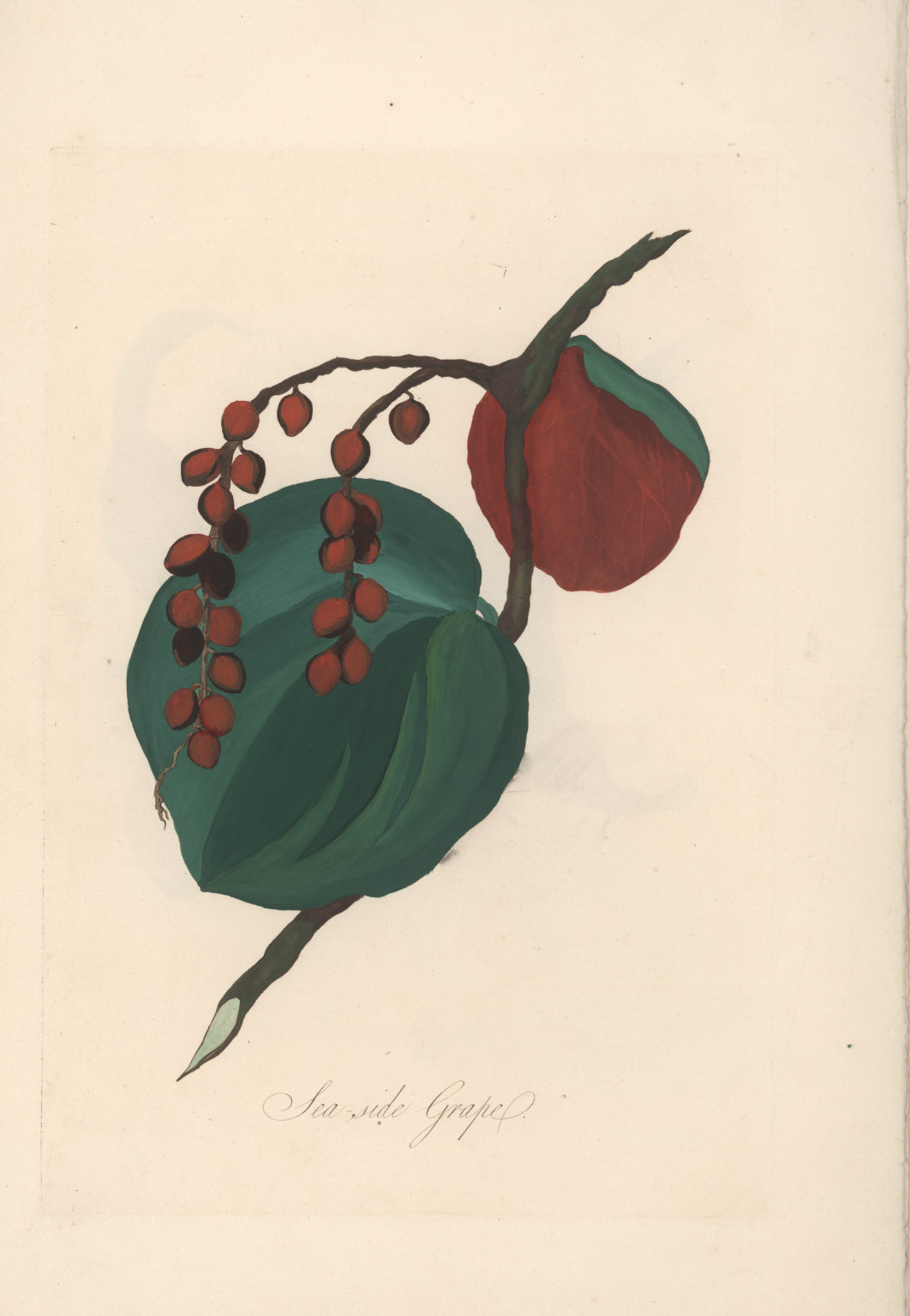
Sea-side grape
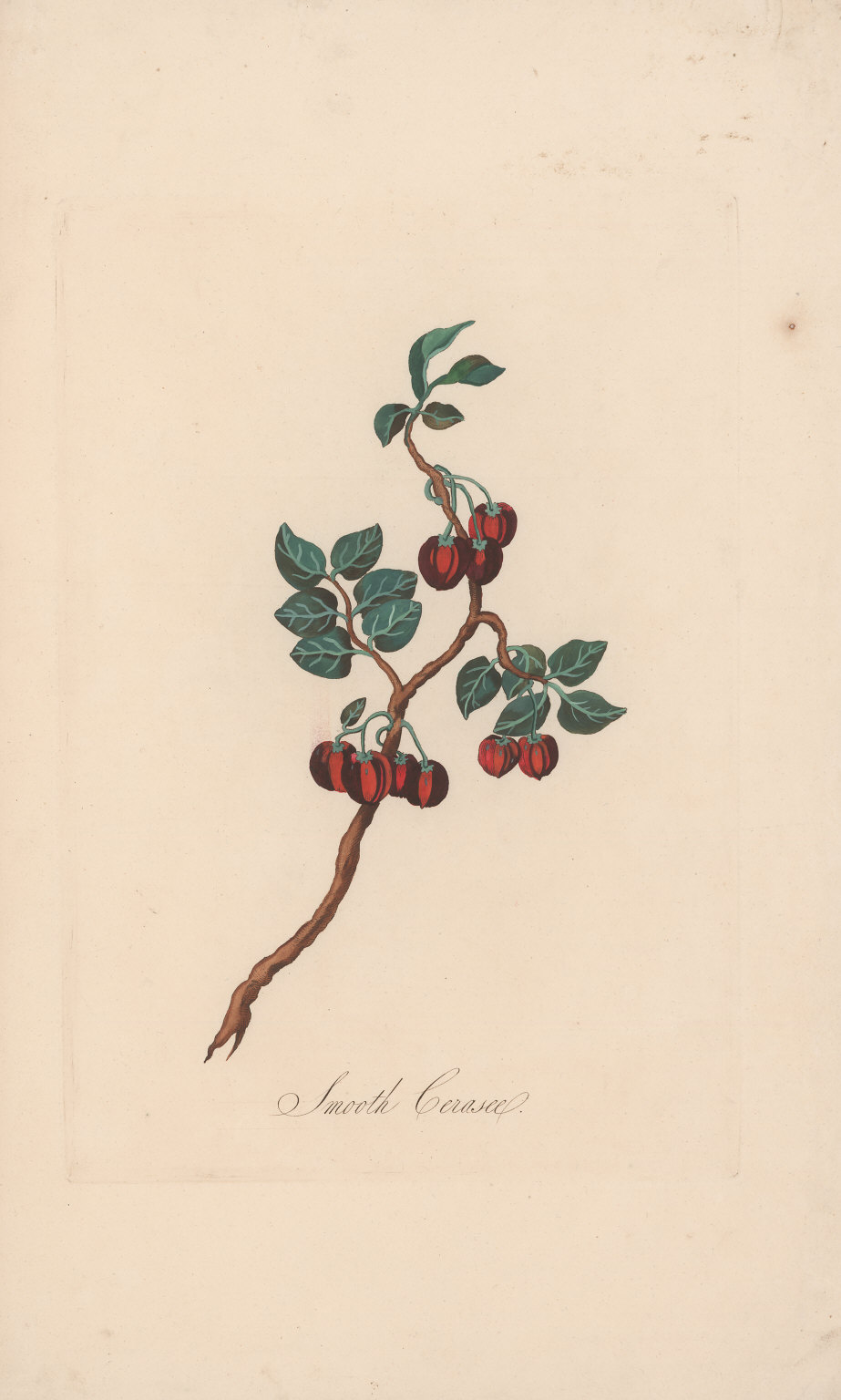
Cogombre tropical
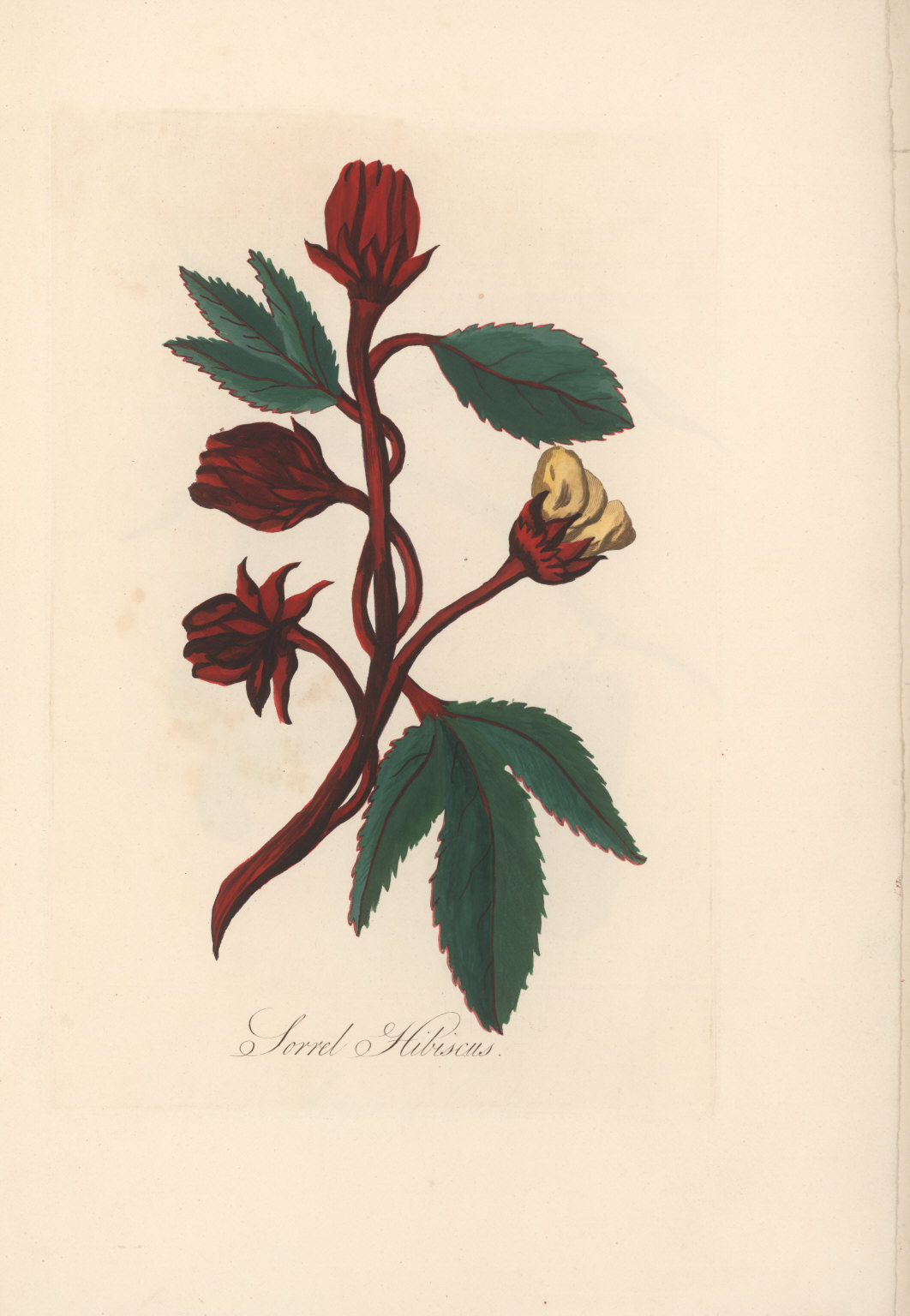
Hibiscus
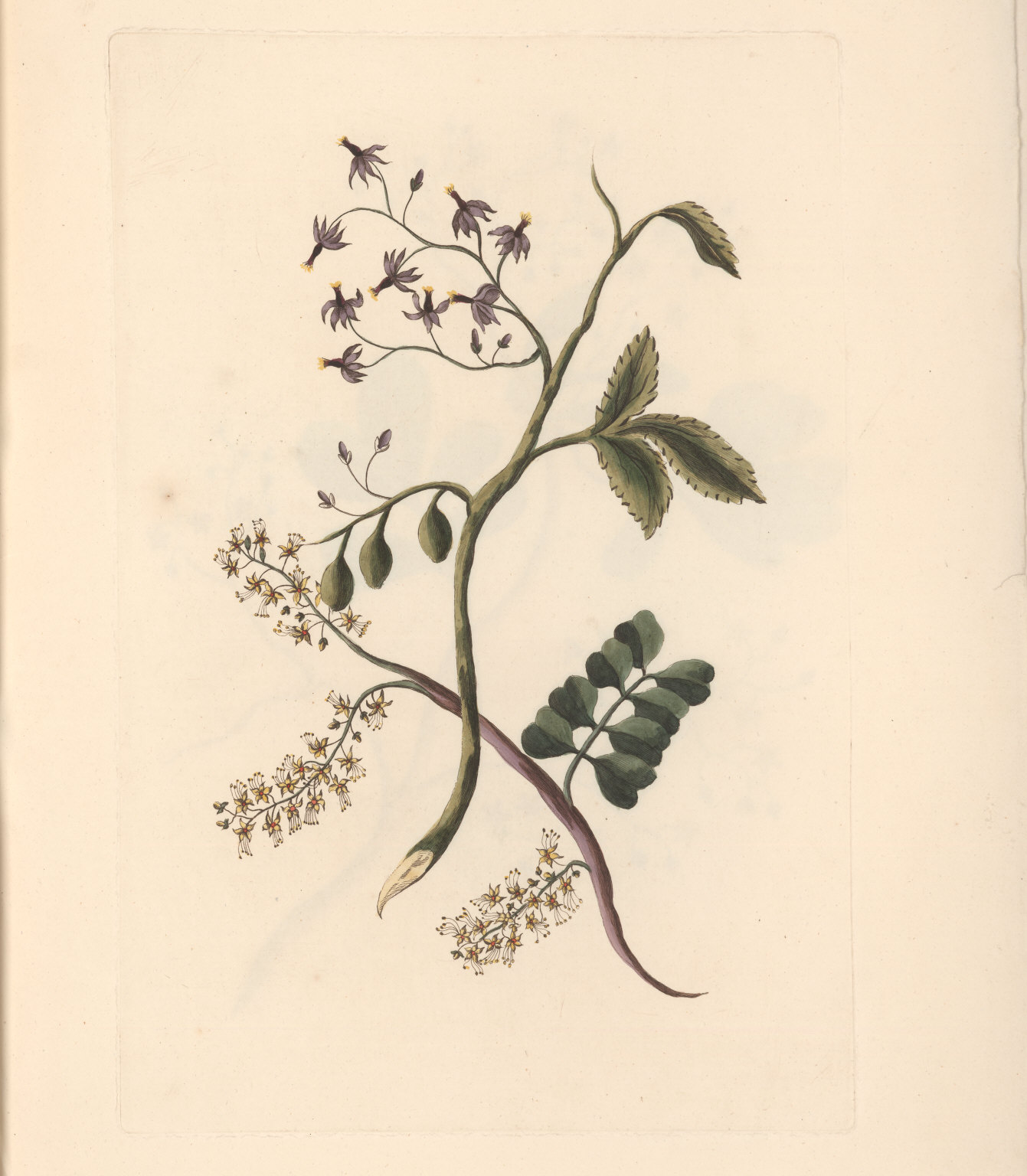
Syringa lacinitia
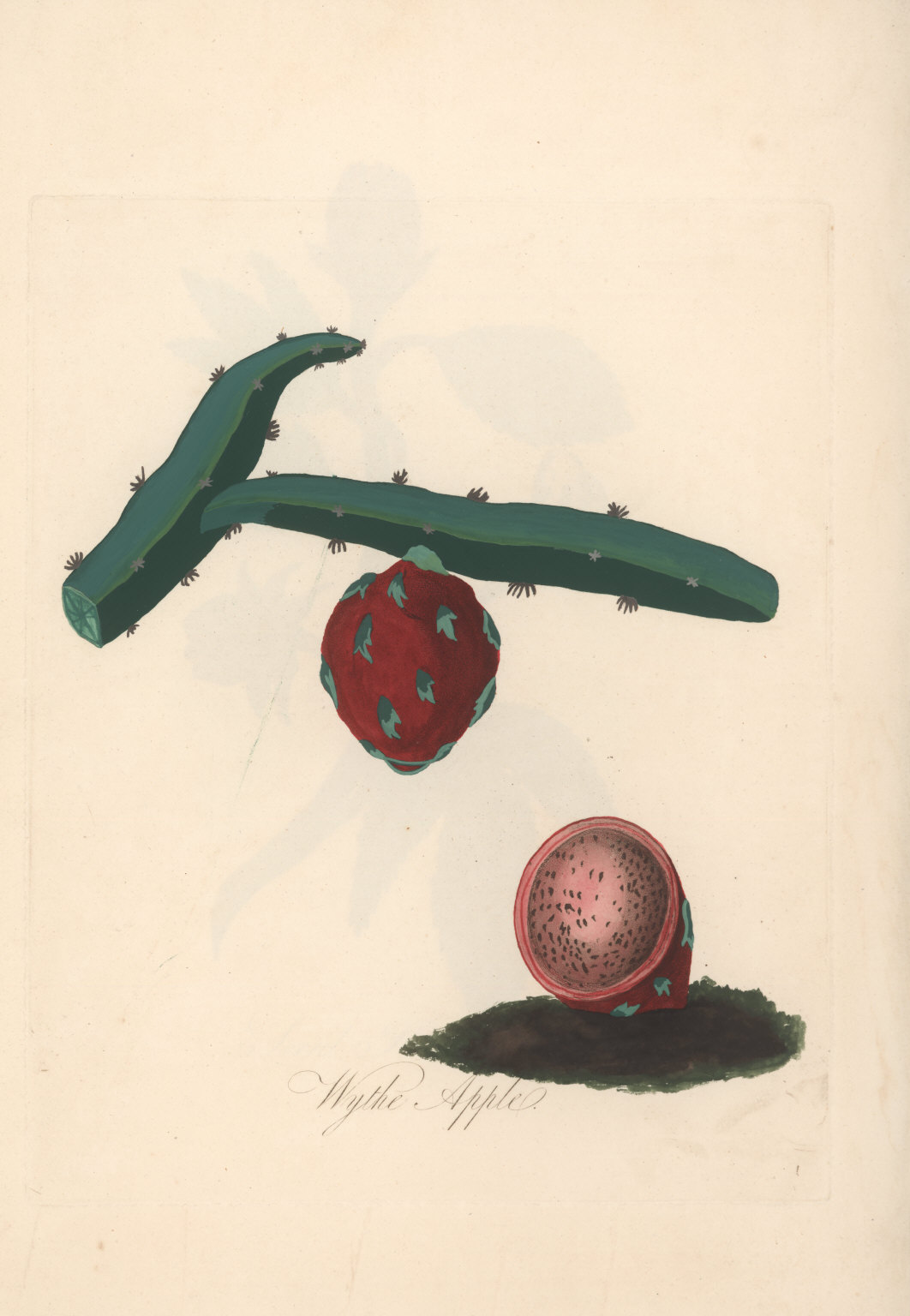
Wythe apple